# Stabilo

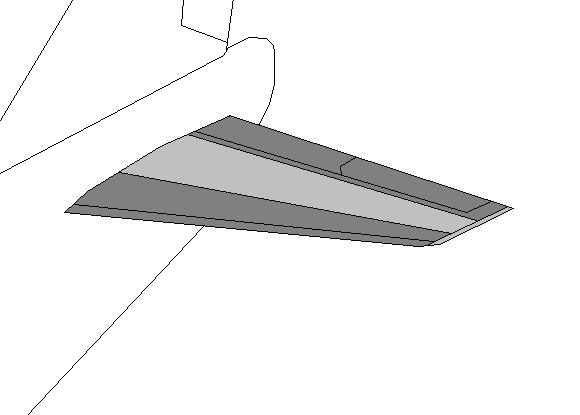
Stabilo (met hoogteroer aan de achterzijde)

Het stabilo (volgens Van Dale de stabilo) is het horizontale draagvlak van een vliegtuig. Het bevindt zich meestal aan de achterzijde en ziet eruit als kleine vleugels.
Het stabilo zorgt ervoor dat het vliegtuig stabiel is om de dwarsas. Dat wil zeggen dat het vliegtuig bij een draai om de dwarsas uit zich zelf terugkeert naar de neutrale stand. Aan de achterzijde van het stabilo is het hoogteroer bevestigd, waarmee de "stand" van het vliegtuig wordt aangepast (stampen).
Een canard heeft het stabilo aan de voorzijde.